# K-Funk:PoS
K-Funk:PoS ist ein satellitengestützter Gruppenkommunikationsdienst für Behörden und Organisationen mit Sicherheitsaufgaben (BOS) sowie Betreiber kritischer Infrastrukturen (KRITIS). Der Dienst ermöglicht Push-to-Talk-Kommunikation in festen Sprechgruppen ohne Nutzung terrestrischer Infrastrukturen. K-Funk:PoS ist Teil des modularen Kommunikationssystems K-Funk, das für resiliente, interoperable Kommunikation in Krisen- und Ausfallszenarien entwickelt wurde.

## Hintergrund und Entwicklung
K-Funk:PoS wurde von der deutschen Firma abel&käufl mobilfunkhandels GmbH in Zusammenarbeit mit Iridium Communications Inc. (USA) und dem japanischen Hersteller Icom Inc. entwickelt. abel&käufl ist seit den 1990er-Jahren auf professionelle Kommunikationslösungen für BOS-Organisationen sowie Betreiber Kritischer Infrastrukturen spezialisiert.
Die Systementwicklung erfolgte auf Basis des Push-to-Talk-Dienstes von Iridium (Iridium PTT) und der darauf abgestimmten Endgeräte von Icom. Ziel war es, eine ausfallsichere, interoperable und mobil einsetzbare Kommunikationslösung zu schaffen, die unabhängig von ohne Nutzung terrestrischer Infrastrukturen arbeitet und sich nahtlos in bestehende Führungs- und Einsatzstrukturen integrieren lässt.

## Zweck und Einsatzbereich
K-Funk:PoS dient als Rückfallebene für die Sprachkommunikation in Einsatz- und Führungslagen. Der Dienst kommt zum Einsatz, wenn Mobilfunk-, Digitalfunk- oder leitungsgebundene Netze nicht verfügbar sind. Die zugrundeliegende Gruppenlogik orientiert sich an der im Regelbetrieb etablierten Struktur bei BOS-Organisationen (Gruppenkommunikation). Dadurch kann im Rückfallbetrieb ohne Änderung des Kommunikationskonzepts weitergearbeitet werden.
Der Dienst richtet sich insbesondere an die obere und oberste Führungsebene. Er wird genutzt zur überörtlichen Koordination, zur Einbindung von Führungsstellen, Lagezentren und für die Zusammenarbeit mit externen Akteuren.
Typische Einsatzszenarien:
- Großschadenslagen und Flächenereignisse
- Überörtliche Hilfe gemäß OPLAN DEU (einschließlich ZMZ)
- Rückfallebene bei Ausfall der Primärinfrastruktur
- Kommunikation mit und zwischen KRITIS-Betreibern
- Führung und Lagekommunikation in besonderen Einsatzlagen

### Gruppenstruktur und Interoperabilität
K-Funk:PoS unterstützt sowohl organisationseigene als auch organisationsübergreifende Sprechgruppen. Letztere werden zentral bereitgestellt und ermöglichen bundesweite sowie grenzüberschreitende Kommunikation zwischen BOS, KRITIS-Betreibern und ZMZ-Strukturen.
Zu den wichtigsten organisationsübergreifenden Gruppen gehören:
- KatS_DE – für deutsche Katastrophenschutzeinheiten, BOS und ZMZ / OPLAN DEU
- KRITIS_DE – für Betreiber Kritischer Infrastrukturen in Deutschland
- KatS_AT – für österreichische BOS-Einheiten
- KRITIS_AT – für Kritischer Infrastrukturen in Österreich

Die Nutzung erfolgt auf Basis definierter Zugriffsrechte. Interdisziplinäre Kommunikation wird durch abgestimmte Gruppenstruktur sichergestellt.

### Technische Grundlagen
Die Kommunikation erfolgt über das weltweite Iridium-Satellitennetz im Push-to-Talk-Verfahren (Iridium PTT). Eingesetzt werden unter anderem:
- Icom IC-SAT100 (tragbares Handgerät)
- Icom IC-SAT100M (mobil/stationär)

Die Geräte benötigen lediglich Stromversorgung und freie Sicht zum Himmel. Eine lokale Infrastruktur – wie Repeater oder Gateways – ist nicht erforderlich. Die Sprachverbindung erfolgt nahezu in Echtzeit bei typischer Latenz unter einer Sekunde.

### Sicherheit und Gruppenmanagement
Die Kommunikation ist Ende-zu-Ende mit AES-256 verschlüsselt. Jeder Teilnehmer ist über eine eindeutige Gerätekennung identifizierbar. Die Rechtevergabe auf einzelne Sprechgruppen erfolgt gezielt.
- Organisationseigene Gruppen werden durch die jeweilige Nutzerorganisation verwaltet – inklusive Benennung, geografischer Verfügbarkeit und Zugriffskontrolle.
- Organisationsübergreifende Gruppen werden zentral durch den Systembetreiber verwaltet.

Eine offene oder automatisch zugängliche Kommunikation findet nicht statt.

### Systemintegration
K-Funk:PoS ist Bestandteil der K-Funk-Systemarchitektur, die verschiedene Kommunikationssysteme technologieübergreifend verbindet. Über K-Funk:Gateway-Komponenten kann K-Funk:PoS mit Funknetzen wie TETRA oder DMR gekoppelt werden. So wird auch im Ausfallbetrieb eine durchgehende Kommunikation zwischen unterschiedlichen Organisationen und Technologien ermöglicht.